# Timarcha gibba
Timarcha gibba là một loài bọ cánh cứng trong họ Chrysomelidae. Loài này được Hagenbach miêu tả khoa học năm 1825.